# Gainesville (Alabama)
Gainesville – miasto w Stanach Zjednoczonych, w stanie Alabama, w hrabstwie Sumter. W roku 2023 miasto zamieszkiwały 164 osoby, a gęstość zaludnienia wynosiła 37,3 osoby/km².